# هری شانون
هری شانون (انگلیسی: Harry Shannon؛ ۱۳ ژوئن ۱۸۹۰ – ۲۷ ژوئیهٔ ۱۹۶۴) یک هنرپیشه اهل ایالات متحده آمریکا بود. وی بین سال‌های ۱۹۲۹ تا ۱۹۶۳ میلادی فعالیت می‌کرد.

## بخشی از فیلم‌شناسی
- روابط نزدیک (۱۹۳۳)
- همشهری کین (۱۹۴۱)
- ماه عسل پرماجرا (۱۹۴۲)
- داستان جولسون (۱۹۴۶)
- دختر کشاورز (۱۹۴۷)
- بانویی از شانگهای (۱۹۴۸)
- آقای بلندینگ خانه رؤیایی خود را می‌سازد (۱۹۴۸)
- قهرمان (۱۹۴۹)
- نیمروز (۱۹۵۲)
- بر باد نوشته (۱۹۵۶)
- بوکانیر (۱۹۵۸)
- نشانی از شر (۱۹۵۸)
- تابستان و دود (۱۹۶۱)